# Abbaye Saint-Ambroix de Bourges
L'abbaye Saint-Ambroix (ou Saint-Ambroise) est une abbaye fondée au VIIe siècle à Bourges, dans le département français du Cher. Détruite à plusieurs reprises, les vestiges de ses bâtiments ont été intégrés dans ceux d'un complexe hôtelier de luxe (hôtel de Bourbon), près du centre historique de Bourges.

## Situation géographique
Au Moyen Âge, l'abbaye Saint-Ambroix se trouvait à la limite nord de la ville de Bourges, au niveau des remparts de la ville, le long de l'Yèvre. Précisément, elle est située sur le lieu de la tombe de saint Ambroix, évêque de Cahors, qui s'était retiré précédemment dans un ermitage sur les bords de l'Arnon à Saint-Ambroix (Cher).

## Historique
Après l'évangélisation de la ville d'Avaricum par st Ursin  au III s, les premières églises apparaissent mais sont détruites par l'arrivée des Wisigoths et finalement la première église connue au nord de Bourges est Saint Pierre au bourg Brisiac avec la construction de l'abbaye serait due aux moines bénédictins vers 770 hors les murs gallo-romains contre l'Yèvre au niveau d'un pont déjà ancien . Détruite par les Normands en 868, elle est reconstruite pour accueillir le corps de saint Ambroix, évêque de Cahors décédé sur les bord de l'Arnon, qui est transféré dans l'église Saint-Pierre-et Saint-Paul. Celle-ci est rebâtie en 1012 par Goeffroy le noble qui lui adjoint un chapitre de chamoines  réguliers  de Saint Augustin et une Charte.
Elle est saccagée lors des guerres de Religion au XVIe siècle en particulier en 1562 malgré sa position à l'intérieur des remparts de Philippe Auguste . Lors de la Révolution elle a été vendue comme bien national ; acquise en 1792 par le citoyen Butet, ce dernier la transforme en entreprise de fabrication de cordes et de toiles pour la marine de guerre, avec l'idée de valoriser ainsi le chanvre des marais de Bourges. Cette entreprise échoue. Le capitaine Durand, gendre de Butet pendant l'époque napoléonienne, aurait envoyé à sa femme demeurée à Saint-Ambroix deux fragments des crânes de Rodrigue et Chimène recueillis après la profanation de leur tombeau dans un monastère de Burgos en Espagne.
Le domaine de la ci-devant abbaye fut transmis par mariage en 1860 à Gaspard de Bourbon-Busset, comte de Chalus (1819-1871), dont la fille, Louise de Bourbon-Busset (1861-1959), le légua à sa mort au diocèse afin d’en faire une maison de retraite pour les prêtres, mais l'ensemble fut finalement revendu à la Ville de Bourges en 1966 après de longues négociations. Les vestiges de l'église abbatiale ont été inscrits au titre des monuments historiques en 1964.

## De nos jours
Après avoir servi de décors pour le film Le Grand Meaulnes de Jean-Gabriel Albicocco d'après le roman d'Alain-Fournier en 1965, les bâtiments brûlent lors du squat à l'occasion du printemps de Bourges de 1988. Les ruines sont restaurées par le groupe hôtelier Pelegrin de Châteauroux, dans le cadre d'un bail de 100 ans signé avec la mairie de Bourges, il est devenu un lieu prestigieux de la ville : l'hôtel de Bourbon.